# 테크네튬별
테크네튬 별(Technetium star) 또는 더 정확하게 테크네튬 풍부성(星)은 가벼운 방사성 금속 테크네튬 스펙트럼 흡수선이 나타나는 별이다. 가장 안정적인 테크네튬의 동위원소인 98Tc은 반감기가 420만년이기 때문에, 금속 테크네튬이 별이 생성되기 전에 일반 물질로 변환되기에는 너무 짧은 시간이다. 그래서 1952년, 스펙트럼에서의 테크네튬의 발견은 항성 핵합성에 관한 확실한 증거가 된다.
더 극단적인 경우들 중 하나는 쌍둥이자리 R이다.
테크네튬을 함유한 별은 소위 점근거성가지 계열에 속한다. 이 계열의 별은 약 100,000년의 간격을 두고 헬륨 껍질 연소로 전환한다. 이것이 소위 말하는 “끌어올림”이다. 테크네튬 별은 M, MS, S, SC 그리고 C-N형에 속한다. 테크네튬 별은 가장 흔한 장주기 변광성이다.
현재 연구에서는 AGB 별에서 테크네튬은 몇몇 진화과정 후에 생성되고, 많은 테크네튬 별의 스펙트럼에서는 금속선이 보이지 않는다고 밝혀졌다.
테크네튬의 존재는 별의 생애에서 소위 “세 번째 끌어올림”으로 불리는 현상과 관련이 있다.